# Sonchamp
Sonchamp est une commune française située dans le département des Yvelines en région Île-de-France.

## Géographie

### Situation
Le territoire communal, avant tout consacré à la grande culture céréalière, est boisé dans sa partie nord qui appartient à la forêt domaniale de Rambouillet. La commune est en fait à la transition entre la région naturelle de l'Yveline et la Beauce voisine. Elle fait partie du parc naturel régional de la Haute Vallée de Chevreuse.

### Communes limitrophes
Les communes limitrophes sont Ablis, Clairefontaine-en-Yvelines, Orcemont, Ponthévrard, Prunay-en-Yvelines, Rambouillet, Saint-Arnoult-en-Yvelines et Saint-Martin-de-Bréthencourt.
| Rambouillet        | Rambouillet                        | Clairefontaine-en-Yvelines |
| Orcemont           | Sonchamp                           | Saint-Arnoult-en-Yvelines  |
| Prunay-en-Yvelines | Ablis Saint-Martin-de-Bréthencourt | Ponthévrard                |

### Hydrographie
Elle est arrosée, au sud-est, par la Rémarde, affluent de l'Orge. La Drouette longe le nord-ouest de la commune marquant la limite avec celle de Rambouillet.

### Climat
Pour des articles plus généraux, voir Climat de l'Île-de-France et Climat des Yvelines.
En 2010, le climat de la commune est de type climat océanique dégradé des plaines du Centre et du Nord, selon une étude du CNRS s'appuyant sur une série de données couvrant la période 1971-2000. En 2020, Météo-France publie une typologie des climats de la France métropolitaine dans laquelle la commune est exposée à un climat océanique altéré et est dans la région climatique Sud-ouest du bassin Parisien, caractérisée par une faible pluviométrie, notamment au printemps (120 à 150 mm) et un hiver froid (3,5 °C).
Pour la période 1971-2000, la température annuelle moyenne est de 10,5 °C, avec une amplitude thermique annuelle de 14,9 °C. Le cumul annuel moyen de précipitations est de 648 mm, avec 10,8 jours de précipitations en janvier et 7,9 jours en juillet. Pour la période 1991-2020, la température moyenne annuelle observée sur la station météorologique la plus proche, située sur la commune de Dourdan à 11 km à vol d'oiseau, est de 11,4 °C et le cumul annuel moyen de précipitations est de 654,2 mm,. Pour l'avenir, les paramètres climatiques de la commune estimés pour 2050 selon différents scénarios d'émission de gaz à effet de serre sont consultables sur un site dédié publié par Météo-France en novembre 2022.

## Urbanisme

### Typologie
Au 1er janvier 2024, Sonchamp est catégorisée commune rurale à habitat dispersé, selon la nouvelle grille communale de densité à sept niveaux définie par l'Insee en 2022.
Elle est située hors unité urbaine. Par ailleurs la commune fait partie de l'aire d'attraction de Paris, dont elle est une commune de la couronne,. Cette aire regroupe 1 929 communes,.

### Occupation des sols simplifiée
Le territoire de la commune se compose en 2017 de 94,85 % d'espaces agricoles, forestiers et naturels, 2,4 % d'espaces ouverts artificialisés et 2,75 % d'espaces construits artificialisés.

### Occupation des sols détaillée
Le tableau ci-dessous présente l'occupation des sols de la commune en 2018, telle qu'elle ressort de la base de données européenne d’occupation biophysique des sols Corine Land Cover (CLC).
| Type d’occupation                                              | Pourcentage | Superficie (en hectares) |
| -------------------------------------------------------------- | ----------- | ------------------------ |
| Tissu urbain discontinu                                        | 2,6 %       | 122                      |
| Zones industrielles ou commerciales et installations publiques | 0,1 %       | 3                        |
| Réseau routier et ferroviaire et espaces associés              | 0,5 %       | 24                       |
| Équipements sportifs et de loisirs                             | 5,1 %       | 236                      |
| Terres arables hors périmètres d'irrigation                    | 68,6 %      | 3182                     |
| Forêts de feuillus                                             | 22,3 %      | 1035                     |
| Forêts de conifères                                            | 0,2 %       | 9                        |
| Forêt et végétation arbustive en mutation                      | 0,5 %       | 25                       |
| Source : Corine Land Cover                                     |             |                          |

### Hameaux de la commune
- Boutareine,
- Épainville,
- Greffiers,
- la Hunière,
- la Guépière (aucune trace dans les ouvrages de toponymie mais son nom suffit à déterminer facilement son origine).
- la Chéraille,
- la Granville,
- Pinceloup,
- Baudicourt,
- Chatonville,
- Louareux,
- les Monts,
- les Meurgers,
- la Reverderie,
- le Coin du Bois,
- Jarrieux,
- la Butte Saint Georges,
- la Malmaison,
- les Bordes.

### Transports et voies de communications

#### Réseau routier
La commune est desservie par la route nationale 10 qui passe à la bordure ouest du territoire, le bourg étant relié aux villes voisines par la voirie locale, notamment la D 936 qui relie Rambouillet à Saint-Arnoult-en-Yvelines. L'autoroute A10 traverse la pointe sud de la commune.

#### Desserte ferroviaire
Aucune desserte ferroviaire, la gare la plus proche est celle de Rambouillet (78120) à 9 km de Sonchamp.

#### Bus
La commune est desservie par la ligne Express 10 du réseau de bus Centre et Sud Yvelines.

## Toponymie
Le nom de la localité est attesté sous les formes Souchand en 1186, Sunocampo et Sunecampo en 1202, Suus campus au XIIIe siècle.
Il s'agit d'une formation toponymique médiévale en -champInterprétation abusive ?, au sens ancien d'« étendue propre à la culture » (signification attestée dans la chanson de Roland), terme issu du gallo-roman campu (latin campus), d'où le sens de « champ » en français.
Cet appellatif toponymique est précédé de l'anthroponyme germanique Sunno, le nom du possesseur.
Ce nom de personne se rencontre également dans Soncourt et dans Sonneville.
Remarque : la formule nom de personne + appellatif est caractéristique du nord de la France et des formations toponymiques romanes précoces influencées par le germanique (cf. nom de lieu néerlandais Zonneveld « champ du soleil » ou « champ de Sunno », même anthroponyme qui se trouve dans Zonnegem de * Sunninga heim).

## Histoire
- Le site est habité dès l'époque mésolithique : en 1935 d'importants gisements du Sauveterrien (-8500 et -6500 ans av. J.-C.) ont été découverts au lieu-dit le Bois de Plaisance. Une armature triangulaire en silex décrite en 1945, porte le nom de « pointe de Sonchamp »[18],[19]
- XIe siècle : construction de l'église Saint-Georges
- 1865 : construction du château de Pinceloup
- 1959 : ouverture de l'« école Le Nôtre », centre de formation professionnelle géré par la mairie de Paris, installé dans le château de Pinceloup
- 1972 : ouverture de l'espace animalier des Yvelines (devenu l'espace Rambouillet en 1994)

## Politique et administration

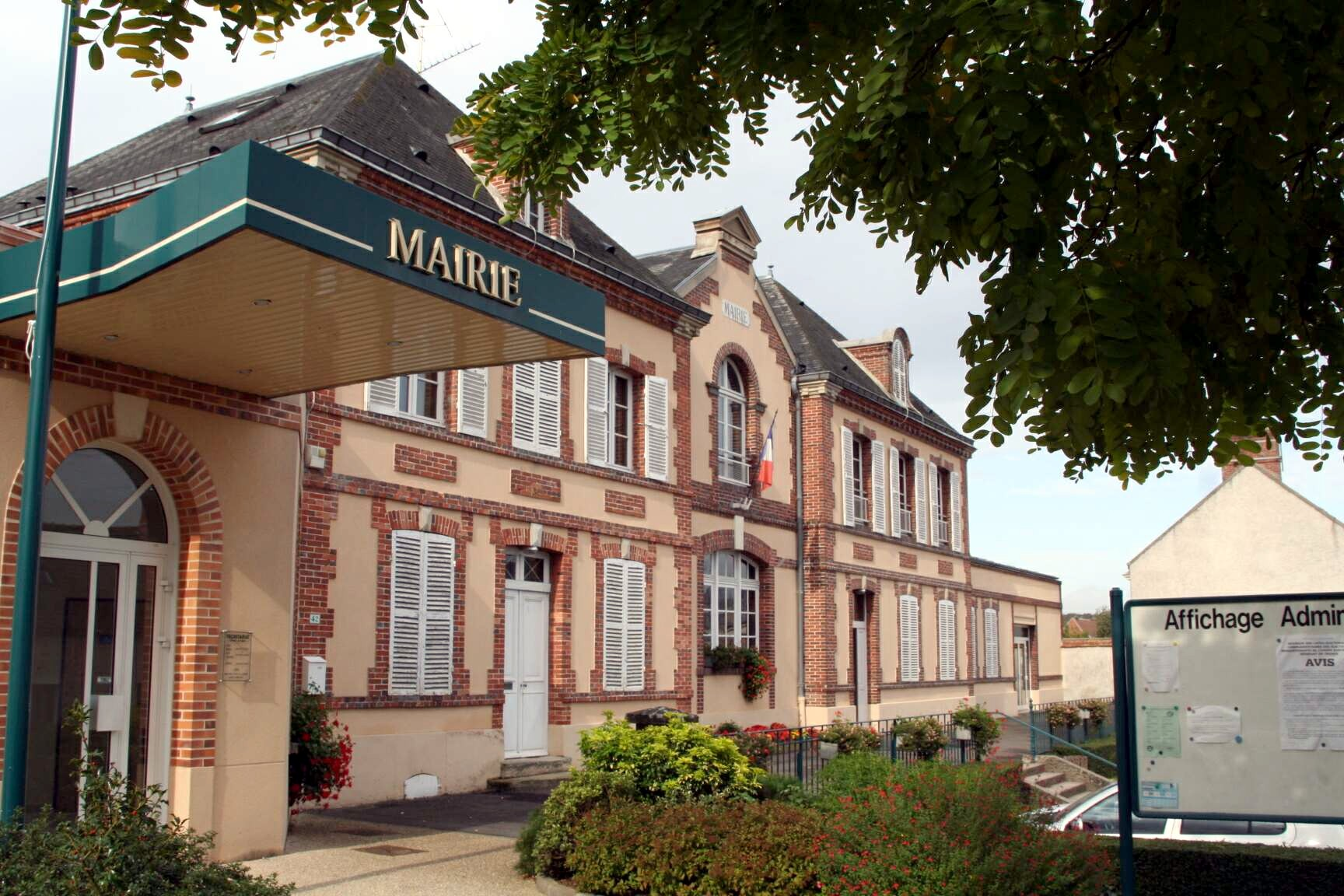
La mairie.

### Liste des maires[20]
| Période                                  | Période  | Identité             | Étiquette | Qualité                           |
| ---------------------------------------- | -------- | -------------------- | --------- | --------------------------------- |
| Les données manquantes sont à compléter. |          |                      |           |                                   |
| 1905                                     |          | André Thome          |           | Homme politique                   |
| 1925                                     |          | Isambert             |           |                                   |
| 1977                                     | 1983     | Jean Lisbonne        |           | Avocat petit-fils d'Arnold Netter |
| 1983                                     | 2001     | Jean-Pierre Janottin |           | Agriculteur                       |
| 2001                                     | 2008     | Jean-Claude Gogue    |           | Agriculteur                       |
| 2008                                     | 2020     | Monique Guénin       | (SE)      | Infirmière scolaire               |
| 2020                                     | En cours | Ysabelle May-Ott     | (SE)      | Retraitée, ancienne institutrice  |

### Jumelages
- Fronhausen (Allemagne) depuis 1981. Fronhausen se trouve dans le Land de Hesse (75 km au nord de la ville de Francfort-sur-le-Main (Frankfurt am Main) et 15 km au sud de la ville de Marbourg (Marburg an der Lahn)[21].

## Population et société

### Démographie

#### Évolution démographique
L'évolution du nombre d'habitants est connue à travers les recensements de la population effectués dans la commune depuis 1793. Pour les communes de moins de 10 000 habitants, une enquête de recensement portant sur toute la population est réalisée tous les cinq ans, les populations de référence des années intermédiaires étant quant à elles estimées par interpolation ou extrapolation. Pour la commune, le premier recensement exhaustif entrant dans le cadre du nouveau dispositif a été réalisé en 2005.

En 2022, la commune comptait 1 664 habitants, en évolution de +1,46 % par rapport à 2016 (Yvelines : +2,72 %, France hors Mayotte : +2,11 %).
| 1793 | 1800 | 1806  | 1821  | 1831  | 1836  | 1841  | 1846 | 1851 |
| ---- | ---- | ----- | ----- | ----- | ----- | ----- | ---- | ---- |
| 974  | 193  | 1 029 | 1 099 | 1 060 | 1 078 | 1 057 | 951  | 993  |

| 1856  | 1861  | 1866  | 1872  | 1876  | 1881  | 1886  | 1891  | 1896  |
| ----- | ----- | ----- | ----- | ----- | ----- | ----- | ----- | ----- |
| 1 081 | 1 073 | 1 068 | 1 052 | 1 119 | 1 081 | 1 126 | 1 100 | 1 092 |

| 1901  | 1906  | 1911  | 1921 | 1926 | 1931 | 1936 | 1946 | 1954 |
| ----- | ----- | ----- | ---- | ---- | ---- | ---- | ---- | ---- |
| 1 086 | 1 121 | 1 067 | 799  | 889  | 955  | 899  | 803  | 808  |

| 1962 | 1968  | 1975  | 1982  | 1990  | 1999  | 2005  | 2006  | 2010  |
| ---- | ----- | ----- | ----- | ----- | ----- | ----- | ----- | ----- |
| 890  | 1 017 | 1 062 | 1 301 | 1 443 | 1 485 | 1 559 | 1 567 | 1 577 |

| 2015  | 2020  | 2022  | - | - | - | - | - | - |
| ----- | ----- | ----- | - | - | - | - | - | - |
| 1 641 | 1 580 | 1 664 | - | - | - | - | - | - |

#### Pyramide des âges
En 2018, le taux de personnes d'un âge inférieur à 30 ans s'élève à 32,1 %, soit en dessous de la moyenne départementale (38 %). À l'inverse, le taux de personnes d'âge supérieur à 60 ans est de 26,4 % la même année, alors qu'il est de 21,7 % au niveau départemental.
En 2018, la commune comptait 816 hommes pour 803 femmes, soit un taux de 50,40 % d'hommes, légèrement supérieur au taux départemental (48,68 %).
Les pyramides des âges de la commune et du département s'établissent comme suit.
| Hommes | Classe d’âge | Femmes |
| ------ | ------------ | ------ |
| 0,5    | 90 ou +      | 0,5    |
| 6,8    | 75-89 ans    | 7,3    |
| 19,4   | 60-74 ans    | 18,4   |
| 23,7   | 45-59 ans    | 24,1   |
| 16,8   | 30-44 ans    | 18,4   |
| 17,4   | 15-29 ans    | 13,6   |
| 15,4   | 0-14 ans     | 17,8   |

| Hommes | Classe d’âge | Femmes |
| ------ | ------------ | ------ |
| 0,6    | 90 ou +      | 1,4    |
| 6      | 75-89 ans    | 7,8    |
| 13,5   | 60-74 ans    | 14,8   |
| 20,7   | 45-59 ans    | 20,1   |
| 19,6   | 30-44 ans    | 19,9   |
| 18,5   | 15-29 ans    | 16,8   |
| 21,2   | 0-14 ans     | 19,2   |

### Sports
- Association sportive de football
- Association sportive multi-sports

### Activités festives
- La traditionnelle brocante de la mi-octobre (12 octobre 2008).
- la « Fête des moissons » organisée par l’association Folies champêtres, début septembre (3 septembre 2023)

## Économie
- Agriculture, horticulture.
- Centre de formation professionnelle en horticulture - école Le Nôtre (château de Pinceloup).
- Espace Rambouillet, parc animalier accueillant dans un domaine forestier des animaux de la faune sauvage de la région (cerfs, chevreuils, sangliers, daims…) ainsi que des rapaces.

La commune, située à la limite sud-ouest du parc naturel régional de la Haute Vallée de Chevreuse, a appartenu au parc depuis sa création en 1985 jusqu'en 1999. Le conseil municipal du 3 octobre 2008 a décidé d'intégrer Sonchamp dans le périmètre d'étude de l'extension du parc envisagée par la région Île-de-France.

## Culture locale et patrimoine

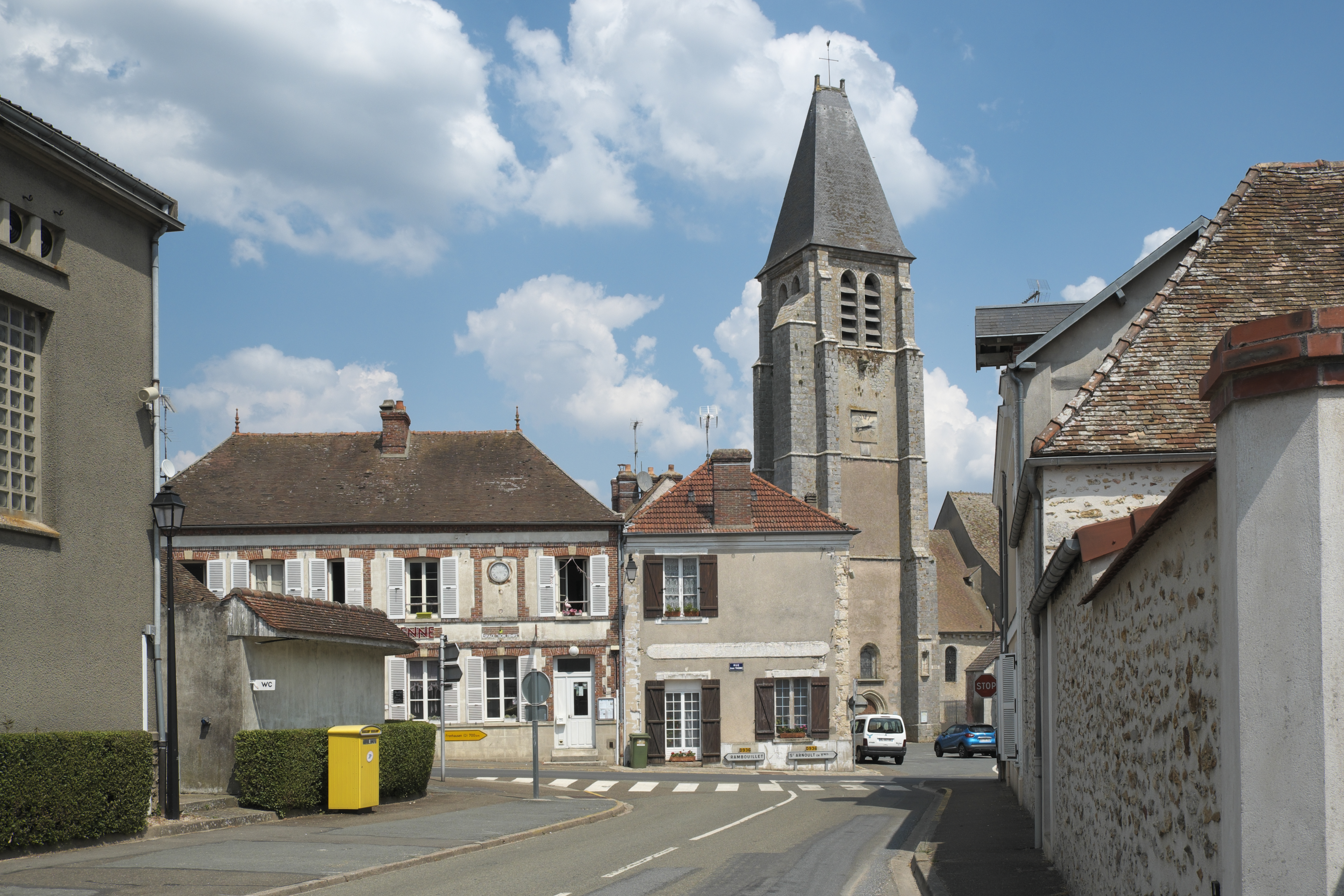
L'église Saint-Georges.

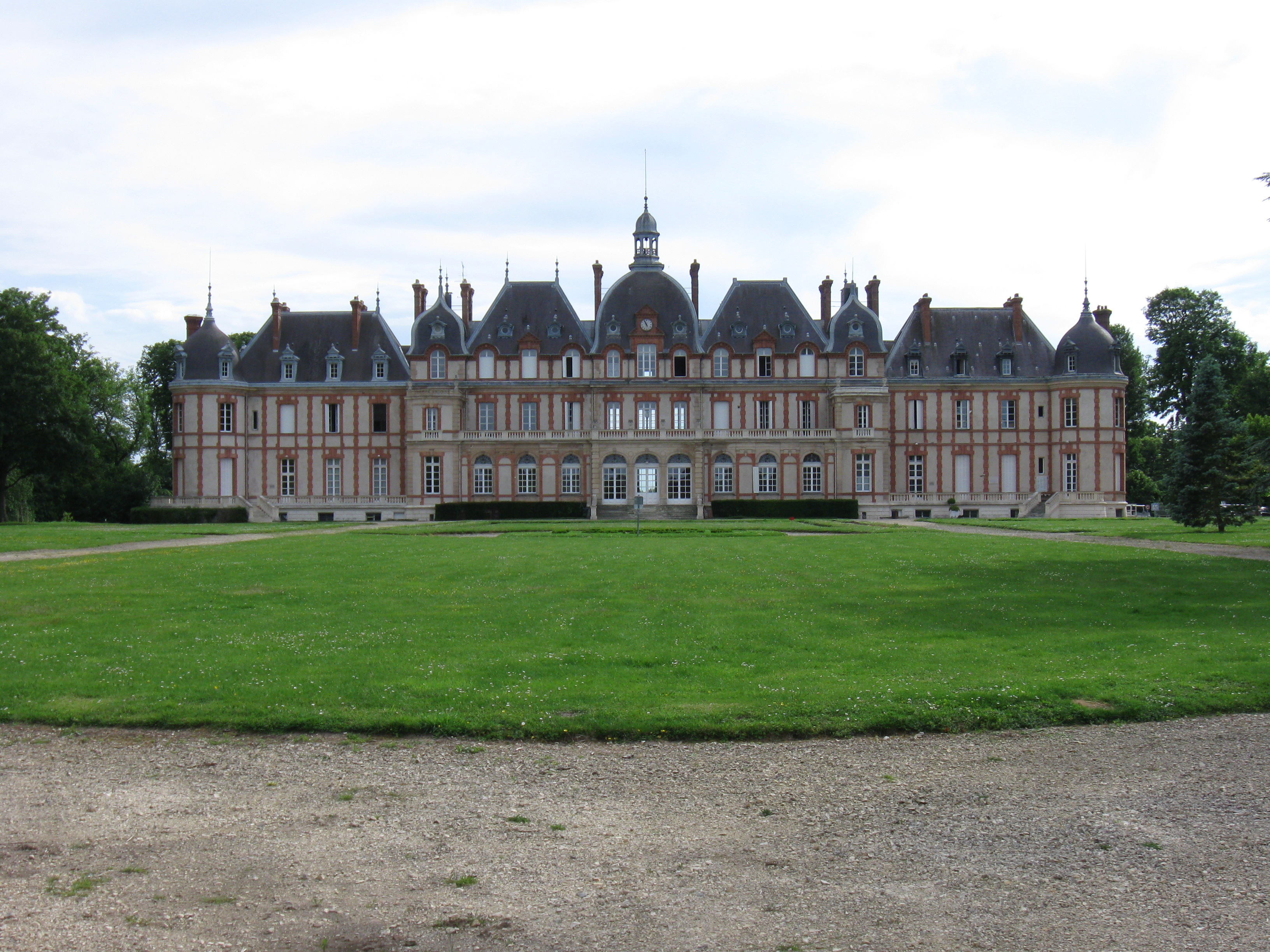
Le château de Pinceloup.

### Lieux et monuments
- Église Saint-Georges

église du XIe siècle, clocher du XVe siècle.
- Château de Pinceloup

édifice de la toute fin du XIXe siècle, construit par Eugène Thome, collaborateur du baron Haussmann.
- Chapelle Saint-Sébastien (au hameau de Greffiers).
- Chapelle Saint-Jean (au hameau de Louareux).
- Manoir d'Épainville.
- Maison dite « de la Tourelle », rue des tourelles, édifiée du XIe au XVIe siècle.

### Personnalités liées à la commune
- François Henri d'Elbée de La Sablonnière, général de la Révolution française, qui participe à l'âge de quinze ans à la grande victoire de Fontenoy en 1745 où il est blessé. Il naît à Sonchamp le 9 février 1730.
- Valentin Stanislas Roullier, né à Sonchamp le 13 novembre 1802, fils d'Étienne Roullier, laboureur et de Marie Marguerite Le Roy, elle-même sœur de la mère du jurisconsulte, homme politique et abolitionniste François-André Isambert (1792-1857). Juge d'instruction à Nogent-le-Rotrou de 1830 à 1844, puis juge à Chartres de 1844 à 1873. Membre du conseil général d'Eure-et-Loir de 1842 à 1848. Auteur de nombreuses études et recherches historiques, en particulier concernant le général Marceau. Il a publié de nombreux articles dans l'almanach "Le Messager de la Beauce et du Perche". Il est mort doyen de la ville de Chartres en 1899 à l'âge de quatre-vingts seize ans[30].
- André Thome (1879-1816) ancien député de Seine-et-Oise, fût maire de Sonchamp en 1908. Mort en 1916 à la bataille de Verdun[31]
- Henri Virlogeux a eu sa résidence secondaire  à Sonchamp. La commune a donné son nom à la rue où se trouve sa maison (hameau de la Granville)[32],[33].
- Guy Lecluyse acteur, a habité la commune pendant une quinzaine d'années à partir de 1995, au hameau de la Butte des Bordes[34],[35]

### Héraldique
| Blason de Sonchamp | Blason  | Tranché de vair et d'argent, à une bande de sinople semée de mouchetures d'hermine d'or brochant sur la partition. |
| Blason de Sonchamp | Détails | |